# Ligne 3 Scarborough
La ligne 3 Scarborough (dite aussi Scarborough Rapid Transit) est une ligne de capacité intermédiaire faisant partie du métro de Toronto. Longue de 6,4 kilomètres pour six stations, elle relie les stations Kennedy et McCowan, dans le prolongement de la ligne 2. Elle a été ouverte en mars 1985 et a recours à la technologie ART (Advanced Rapid Transit) avec un moteur à induction linéaire.
Au fil des années, la ligne est devenue peu fiable et difficile à entretenir. Elle est définitivement fermée fin 2023 et remplacée par des bus jusqu'en 2030, date de l'ouverture d'un prolongement de la ligne 2 Bloor-Danforth
.

## Historique
En 1972, le gouvernement de l'Ontario annonce le plan GO-Urban. Il s'agissait de promouvoir un système de transport en commun de capacité intermédiaire (ICTS) entre le métro lourds et le tramway afin de desservir les quartiers périphériques. Une partie du programme était financée par le gouvernement fédéral.
En 1977, la TTC décide de la construction d'une ligne de tramway rapide vers Scarborough dans la continuation de la ligne 2 du métro. Les travaux débutent mais, en 1980, l'arrondissement de Scarborough et la province de l'Ontario demandent à la TTC d'adopter le Intermediary Capacity Transit System (ICTS), une technologie innovante de métro automatique à induction linéaire alors en cours d’élaboration par UTDC. L'Ontario souhaite offrir un débouché à cette technologie dans laquelle elle a investi. La TTC cède finalement lorsque le gouvernement fédéral menace de supprimer les subventions pour la construction de la ligne. 
La ligne 3 Scarborough ouvre ses portes en mars 1985 sous le nom de Scarborough RT. Trois ans après son ouverture, la TTC modifie son terminus sud-ouest de Kennedy car la boucle de retournement, conçue pour le projet initial de tramway et devenue inutile, était une source de déraillements. D'une manière plus générale, les premières années d'exploitation révélèrent quelques problèmes de bruit et de fiabilité du service à cause d'usures prématurées des rails, y-compris du rail d'arrivée du courant.
Après un déraillement survenu au 24 juillet 2023, la TTC décide de définitivement fermer la ligne.

## Stations
La voie est sur viaduc à l’est de la station Ellesmere, et le terminus Kennedy est également sur voie aérienne.

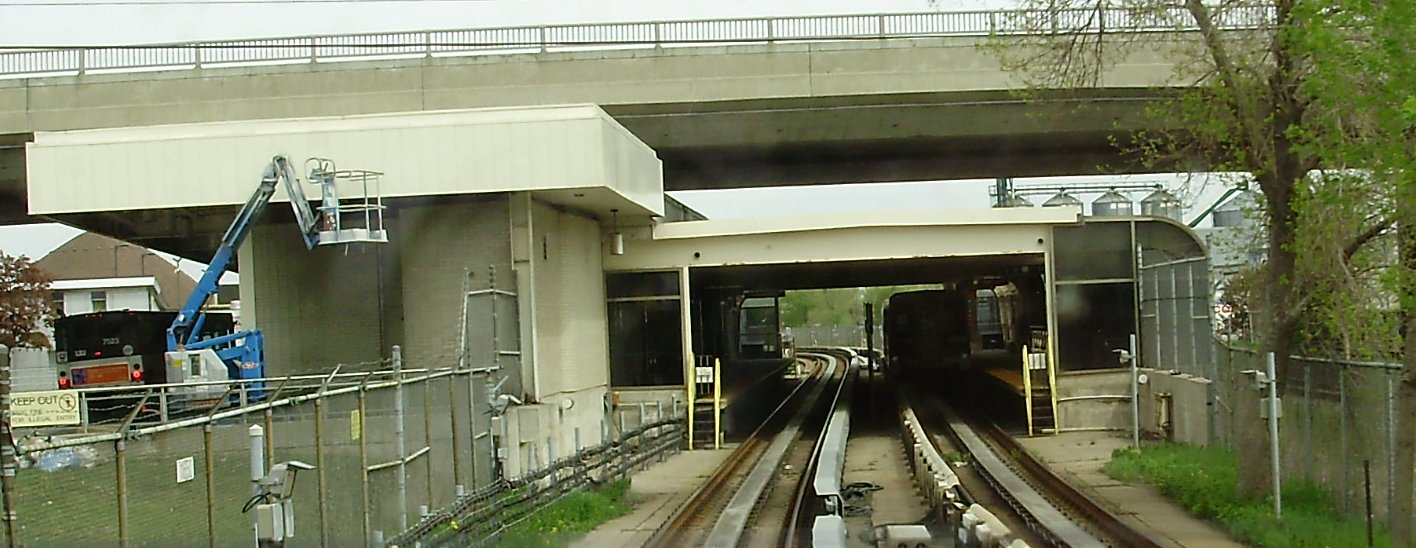
la station Lawrence east, vue depuis la voie
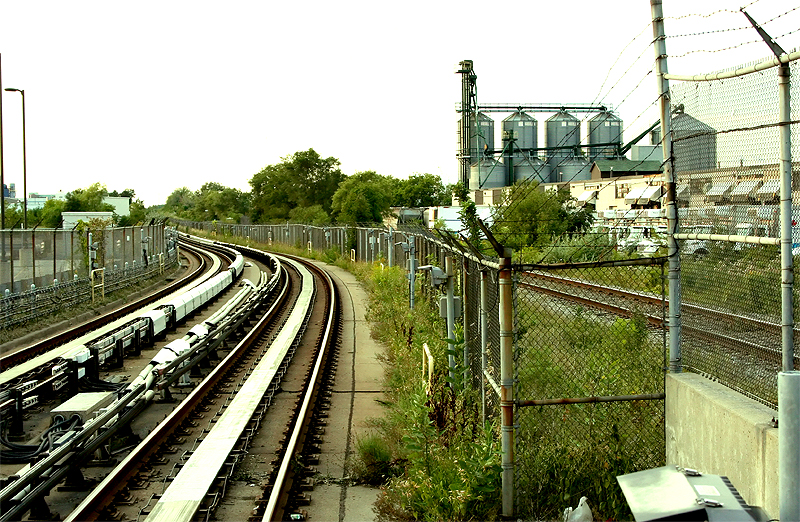
La voie ferrée de la ligne, près de Lawrence
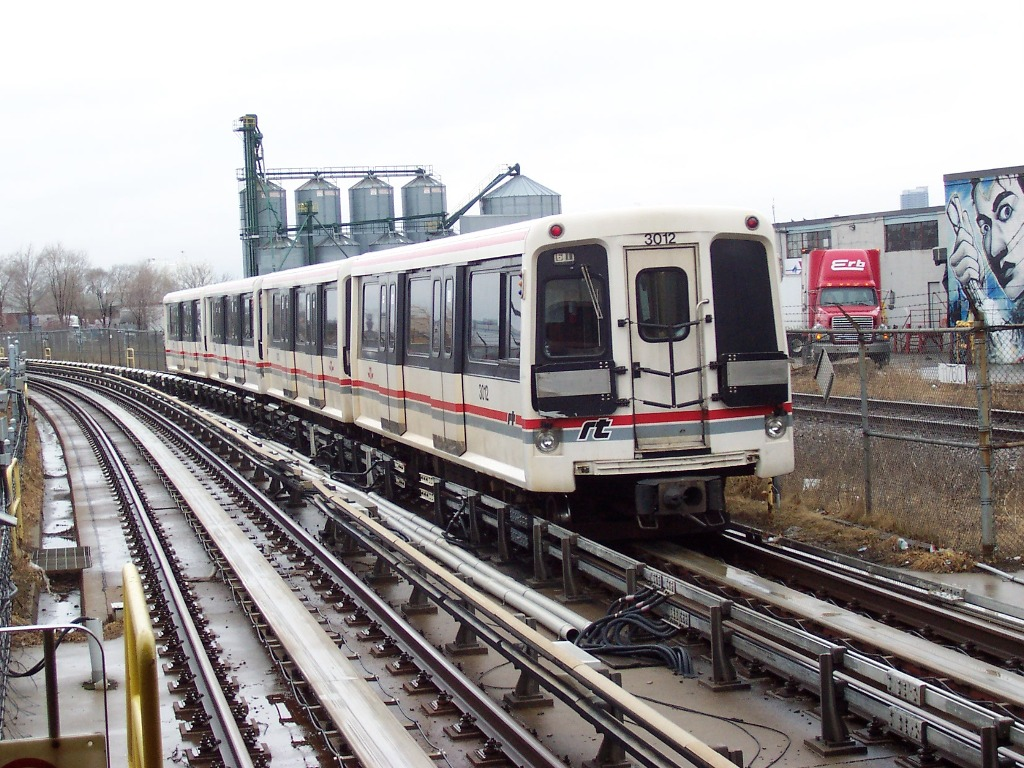
Rame de la ligne, quittant Lawrence est pour McCowan
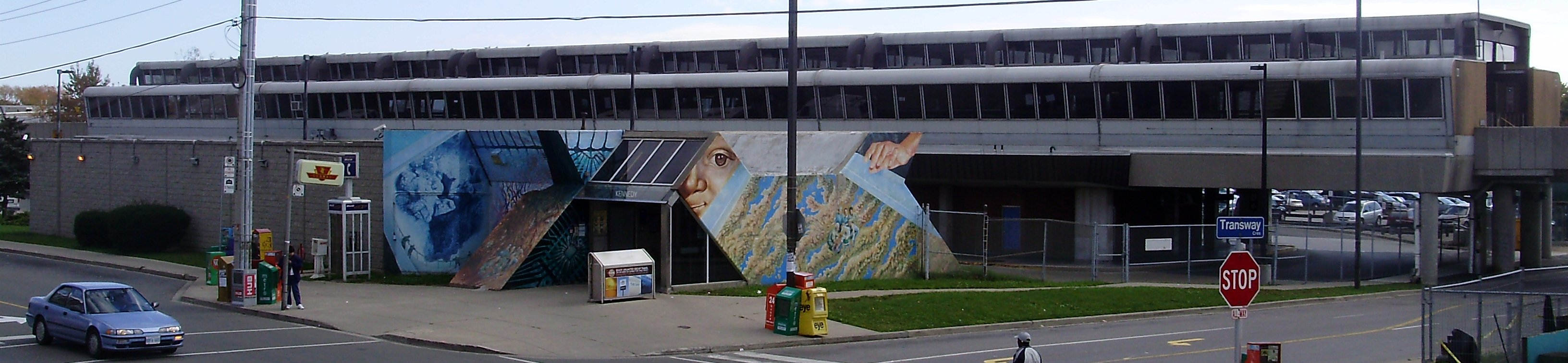
La station Kennedy

| Stations           | Ouverture | Correspondances |
| ------------------ | --------- | --------------- |
| Kennedy            | 1985      | , GO Transit    |
| Lawrence East      | 1985      |                 |
| Ellesmere          | 1985      |                 |
| Midland            | 1985      |                 |
| Scarborough Centre | 1985      | GO Transit      |
| McCowan            | 1985      |                 |

## Caractéristiques techniques

### Matériel roulant
Le matériel roulant de la ligne 3 se compose de trains plus petits que ceux des autres lignes du métro de Toronto, entièrement automatisés et de capacité moyenne, désignés par la Toronto Transit Commission (TTC) comme la série S. Ces véhicules pour système de transport en commun de capacité intermédiaire (ICTS) furent construits par UTDC. Les trains sont propulsés par des moteurs à induction linéaire, fonctionnant sur des voies à écartement standard de 1 435 mm, contrairement aux autres lignes du métro de la ville et au réseau de tramway de Toronto, qui utilisent un écartement de 1 495 mm.
À l'ouverture la ligne disposait de six trains de quatre voitures de la série S (en) qui n'est exploitée que sur cette ligne. En 1985 un septième train fut livré.
En 2015, la TTC a commencé à travailler sur les véhicules pour les maintenir opérationnels jusqu'à ce que la ligne soit remplacée par un autre mode de technologie ferroviaire.  En avril 2017, la TTC a attribué un contrat de 6,8 millions de dollars à Bombardier pour réparer les dommages causés par la corrosion sous les planchers des voitures de la série S. Si le problème n'avait pas été pas résolu, il y aurait un risque de dommages structurels graves aux voitures. Ces travaux furent finalisé en 2018.

### Signalisation
Les trains pouvaient être exploités automatiquement avec l'une des premières installations du système "SelTrac IS" de Standard Elektrik Lorenz (successivement Alcatel et désormais détenue par Thales Rail Signaling Solutions), supprimant ainsi le besoin de tout opérateur humain. Cependant, en raison de l'opposition du syndicat des travailleurs du transport en commun, la solution automatisme intégral n'a pas été retenue, le syndicat s'est fermement opposé aux trains sans conducteur. Les trains de la ligne Scarborough n'ont qu'un seul opérateur. En pratique, ils sont à conduite automatique, l'opérateur surveille les opérations et contrôle les portes. L'une des fonctionnalités, qui n'était pas implémentée au moment de l'ouverture de la ligne de Scarborough, est le système automatisé d'annonce du prochain arrêt, introduit en janvier 2008. 

## Projets
La continuité de cette ligne à moyen terme était remise en cause. Depuis 2006 plusieurs études furent lancées pour évaluer l'avenir de la ligne, compte-tenu de l'arrivée en fin de vie du matériel roulant. Depuis lors, la ligne est devenue peu fiable et difficile à entretenir. Ainsi, elle sera définitivement fermée fin 2023 et remplacée par des bus jusqu'en 2030, date de l'ouverture d'un prolongement de la ligne 2 Bloor-Danforth. La section de la ligne entre les stations Kennedy et Ellesmere sera convertie en service de bus à haut niveau de service.